# Nova Scotia
Nova Scotia (Latin: Ny Skotland) er en canadisk provins beliggende i Østcanada ved Atlanterhavet. Vigtige byer er blandt andre hovedstaden Halifax og Sydney ved Cape Breton. 
Nova Scotia er latin for "Ny Skotland" og ligger nord for New England i USA (engelsk for "Ny England"). Nova Scotias motto er: Munit Haec et Altera Vincit, der er latin for "Den ene forsvarer, den anden erobrer"
Nova Scotia har ca. 1.060.000 indbyggere (ultimo 2023), og dækker 55.500 km². Befolkningsmæssigt er Nova Scotia den sjettestørste af de ti provinser. Premierministeren er den New Democrat Darrell Dexter. Nova Scotia blev en provins i 1867. Økonomien har traditionelt været baseret på fiskeri.